# Mohamed Coulibaly (Schwimmer)
Mohamed Coulibaly (* 19. September 1989) ist ein ehemaliger malischer Schwimmer.

## Sport
Coulibaly nahm an den Olympischen Spielen 2008 in Peking teil und schwamm über 50 m Freistil mit einer Zeit von 29,09 s auf Rang 86.